# عتیق‌الله
عتیق‌الله (انگلیسی: Atiq Ullah؛ زادهٔ ۱ ژانویهٔ ۱۹۸۳) بازیکن فوتبال اهل پاکستان بود.
وی همچنین در تیم ملی فوتبال پاکستان بازی کرده است.